# سفارة فرنسا في صربيا
سفارة فرنسا في صربيا هي أرفع تمثيل دبلوماسي لدولة فرنسا لدى صربيا. تقع السفارة في بلغراد وهي تهدف لتعزيز المصالح الفرنسية في صربيا.

## وصلات خارجية
- الموقع الرسمي
- قائمة سفارات فرنسا
- قائمة السفارات في صربيا